# 한국형 표준전동차
한국형 표준전동차(韓國型 標準電動車)는 전동차 부품 및 생산과 설계의 국산화를 달성하기 위해 1995년부터 개발에 착수하여 1999년 제작한, 도시철도 차량 표준 사양 기준에 합당한 기술 시험용 대형 전동차이다. 한국철도기술연구원이 주체가 되고 대우중공업, 한진중공업(현재 HJ중공업), 현대정공(현재 현대로템), 우진산전, 유진기공, 흥일기업 등이 참여하였다.
알루미늄 차체의 실용화, 주요 부품(추진계, 제어계)의 국산화, 공통 설계에 의한 설계비용 및 제작비용 절감을 기본 목표로 두고 개발되었다. 롱시트형과 크로시트형 총 4량 2편성이 제작되었으며, 이를 토대로 광주, 부산, 대전 도시철도, 인천국제공항철도에 양산형 전동차가 도입되었다. 이 차량을 바탕으로 도입된 전동차가 대부분 중형전동차이지만, 이 차량은 20m 대형 전동차로 서울 지하철 7호선에서 시운전을 진행한 이력이 있다.

## 기술적 사양

### 차체 및대차
기본적인 구체에는 알루미늄 중공구조 대형압출형재가 사용되었으며, 기존 스테인레스제 전동차에 비하여 20% 정도 가벼워졌다. 작업공정의 간소화와 자동화로 생산 비용과 제작 기간을 단축함은 물론, 연속용접에 의한 기밀성, 내식성, 충돌안전성을 확보하였다. 실내는 도시철도 화재안전기준을 통과한 노맥스 허니컴재로 이루어졌으며, 방음재와 방진재를 충분히 사용하였다. 객실 창문에는 대형화된 통유리를 채용하였고, 측면 출입문에는 국산화된 공압 구동방식의 슬라이딩 도어를 사용하였다. 객차간 통로에는 기밀 형태의 갱웨이를 채용하였으며, 이는 2000년대 중반까지의 도시철도용 전동차에 적용된 방식이다.
한편 구동부인 대차에는 1차 지지부에 코니컬고무 축 스프링, 2차 지지부에 에어스프링을 사용하고 차체와 대차를 연결하는 견인부에 모노링크 장치를 사용한 볼스터리스 대차를 채용하고 있다. 차축 베어링에는 소형, 경량화된 롤러베어링이 사용되며, 에어스프링의 횡강성을 증대시켜 곡선통과시의 횡압을 방지하고 승차감이 크게 향상되었다. 제동장치에는 TCMS가 일괄적으로 제어하는 형태의 전기지령 제동이 쓰여서, 구동대차와 부수대차에 각각 일정한 제동력이 부여되도록 제어할 수 있는 것이 특징이다.

### 구동, 추진 제어 장치
기본적으로 직류구간에 알맞은 전동차로서 설계되었다. 제어 장치는 현대정공(이후 한국철도차량(KOROS))이 서울교통공사 6000호대 전동차의 국산화 VVVF 제어 장치 기술 시험 전동차(609편성)에서 얻어낸 기술을 바탕으로 제작되었다. 여기에는 미쓰비시의 고전압IPM(HVIPM)소자인 CM1200HC-66H(당시 최신형)을 기반이 되었고, 이후 소자 및 제어회로를 국산화한 2레벨 1C4M 제어, 1200KVA의 최고출력을 갖는 자연냉각 방식의 국산 VVVF 인버터를 개발하는 데 성공하였다. 여기에 220Kw급의 농형 3상 유도전동기 4개를 사용하며, 집전장치에는 하부프레임교차식의 팬터그래프 2개를 장비하고 있다.

### 신호, 차량관리체계
표준 전동차의 개발과 더불어 지하철구간의 신호와 운행정보 시스템 또한 국산화하는 사업이 병행되었는데, 이는 ATC를 병행한 ATO로서 1인 승무 및 무인 운행이 가능하다. 또한 자동항로장치인 TWC 시스템도 국산화되었고, 또한 차량제어 및 관리시스템으로서 TCMS가 병행 개발되어 서울교통공사 6000호대 전동차에서 성공적으로 개발한 뒤 표준전동차에도 탑재되었다.

### 기타 특징
- 차량 선두부의 연결기에는 전공일체 타입의 밀착식 자동병결장치가 채용되었다.
- 승객안내장치도 LED전광판을 객실 천장에 설치하고 있다.
- 승객용 출입문은 플러그인방식의 도어를 사용하고 있다.
- 운전기기도 TCMS를 통해 모니터 하나로 일괄제어가 가능하며 1인승무(자동운전)에 알맞게 설계된 데스크 타입 운전대가 채용되었다.

## 양산형 차량의 기술적 사양
대부분의 사양은 개발용 차량과 같으므로, 여기에는 양산형 차량에서 변경된 사양만을 열거하였다.
- 객실 출입문이 돌출된 형태의 슬라이딩 도어로 변경되었다.
- 최초 도입처가 중형 전동차를 사용하는 광주 도시철도 1호선이었기 때문에 개발용 시제차와는 달리 중형 전동차 차체 크기로 조정되었다. 이후에 잇따라 도입된 대전 도시철도 1호선과 부산 도시철도 3호선 역시  중형 전동차를 사용하기 때문에 중형 전동차 차체 크기로 도입되었다.
- 2003년 최초 양산차량인 광주광역시 도시철도공사 1000호대 전동차의 경우 목업, 1차분 초기 반입형 전동차는 내장재는 이 차량과 유사한 가연성 내장재이었으나 대구 지하철 화재사고로 인하여 감사원의 지적이 있어 이미 반입한 초기형 편성 전동차는 내장재를 개조하고 이후 도시철도차량의 내연기준이 강화되어 이를 맞추기 위하여 상당수의 내장재가 변경되었으며, 불연성 모켓시트, 연기 감지기, 스프링클러, 비상통화장치 등 화재에 대비한 여러 가지 시스템이 고안되었다.
- 최초 양산형인 광주광역시 도시철도공사 1000호대 전동차 이후에는 출입문 비상개폐용 스위치의 위치가 일반인 눈높이에 맞춘 출입문 옆으로 이동하였다.

## 역사
- 1993년~2000년: 부품 국산화 연구
- 1995년: 도시철도 표준안 연구 시작
- 1998년 2월: 도시철도차량 표준사양 제정
- 1999년 3월: 한국형 표준전동차 제작 완료, 시험운행 개시
- 2001년 4월: 서울 지하철 7호선에서 시험운행 실시
- 2001년 6월: 광주광역시 도시철도공사에서 도입할 전동차에 표준사양 채택 결정
- 2003년 2월: 광주 도시철도 1호선 전동차로 최초 도입
- 2017년 1월: 국립과천과학관 한국 표준형전동차 3량 중 2량 (전두부 기점 2량) 음식점으로 개조되어 운영시작
- 2019년: 국립과천과학관에서 '순간이동 우주선'이라는 이름으로 열차 외관 개조

## 도입
대형 전동차인 표준전동차의 설계를 중형 전동차로 바꾸기만 하여 그대로 제작 및 도입된 전동차는 다음과 같다. 다만, 선두 형상은 회사별로 약간의 차이가 있다.
- ● 광주 도시철도 1호선(광주교통공사 1000호대 전동차)
- ● 부산 도시철도 3호선(부산교통공사 3000호대 전동차)
- ● 대전 도시철도 1호선(대전교통공사 1000호대 전동차)

표준전동차의 설계를 그대로 이용하지 않았으나, 표준전동차의 기본 사양을 이어받아 제작된 전동차는 다음과 같다.
- ● 대구 도시철도 2호선(대구교통공사 2000호대 전동차) - 차체만 스테인리스를 사용하였고,전면부 비상탈출문이 제외되었다.
- ● 서울 지하철 9호선(서울시메트로9호선 9000호대 전동차) - 기본적 사양은 동일하다.
- ● 인천국제공항철도
  - 공항철도 1000호대 전동차
  - 공항철도 2000호대 전동차
- ● 인천 도시철도 1호선(인천교통공사 1000호대 전동차) - 차체만 스테인리스를 사용하였다.

## 현황
총 4량 2편성이 제작되었으며, 현재는 개발이 모두 끝나 방치되거나 보존중인 상태이다.
- 국립과천과학관 : 4량 1편성 중 3량. 현재 과천과학관 카페열차로 내외부가 완전히 개조되었다.
- 한국철도기술연구원 : 위 4량 1편성 중 1량
- 현대로템 전용선 (진해선 신창원역 구내) : 4량 1편성 (크로스시트 모델)

## 사진

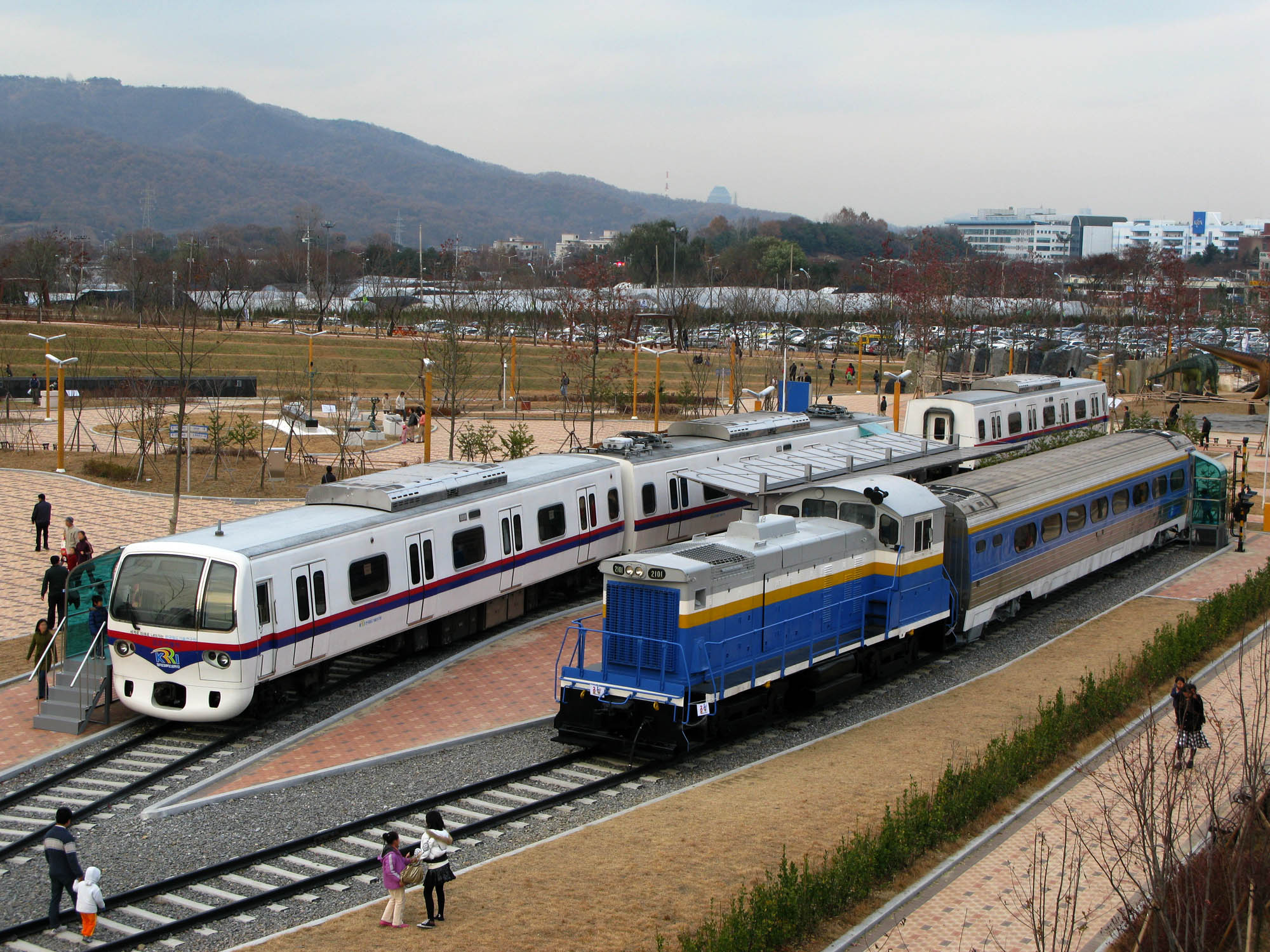
2101호 디젤 기관차와 한국형 표준전동차
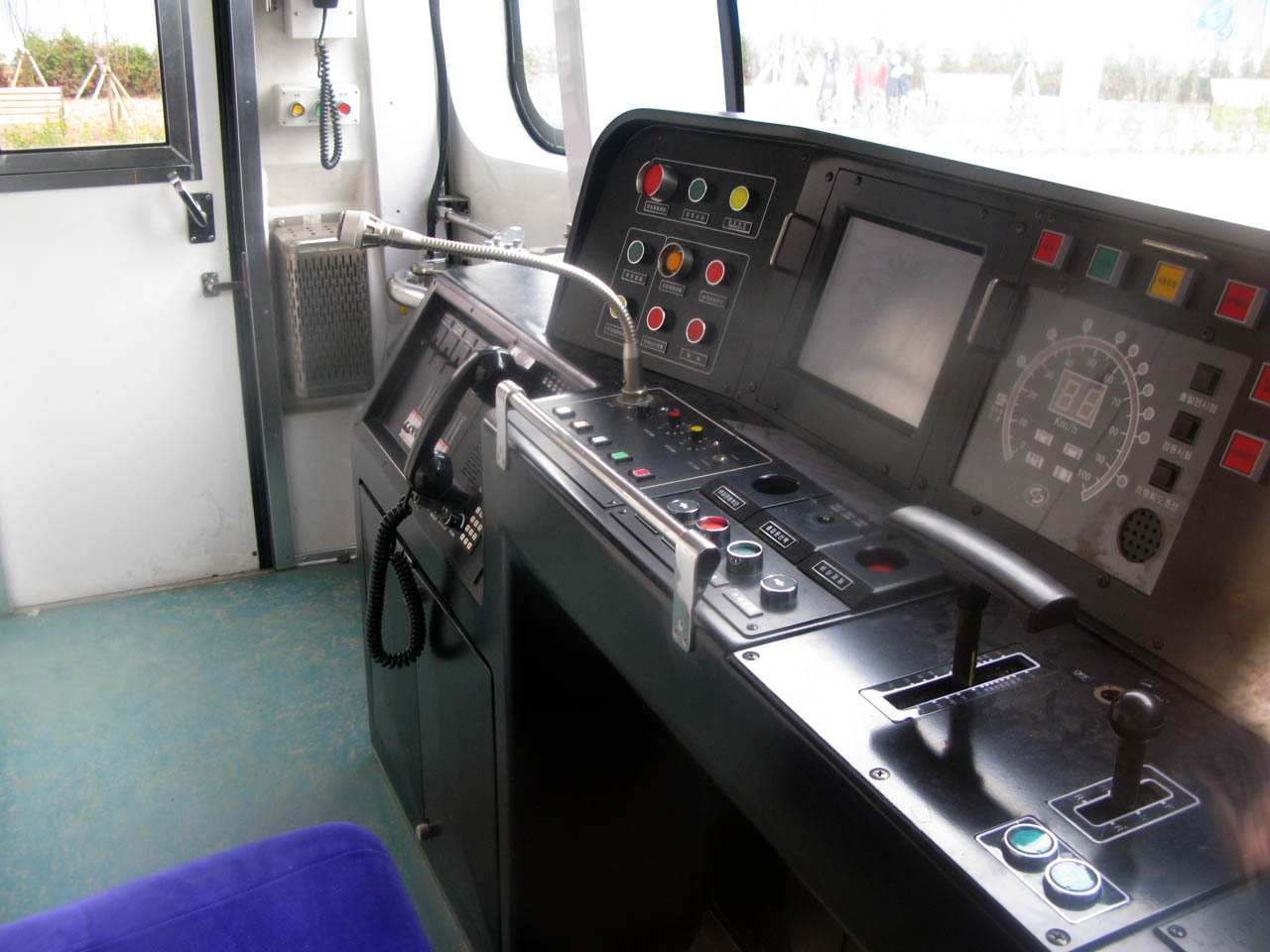
한국형 표준 전동차 운전석